# Capriva del Friuli
Capriva del Friuli (tiếng Slovenia: Koprivno) là một đô thị ở tỉnh Gorizia thuộc vùng Friuli-Venezia Giulia, nằm ở vị trí cách khoảng 40 km về phía tây bắc của Trieste và khoảng 8 km về phía tây của Gorizia. Tại thời điểm ngày 31 tháng 12 năm 2004, đô thị này có dân số 1.670 người và diện tích là 6,2 km².
Đô thị Capriva del Friuli có các frazioni (đơn vị cấp dưới, chủ yếu là thôn làng) Russiz and Spessa.
Capriva del Friuli giáp các đô thị sau: Cormons, Moraro, Mossa, San Floriano del Collio, San Lorenzo Isontino.